# Santiago de Compostela
Santiago de Compostela je glavni grad Galicije (Španjolska). Nalazi se na sjeverozapadu Španjolske, u provinciji Coruña. UNESCO je 1985. godine proglasio Stari dio grada Santiago de Compostela svjetskom kulturnom baštinom. Godine 2000. bio je Europski grad kulture.
Santiago de Compostela je sjedište galicijske autonomne vlade (gal. Xunta de Galicia). Također je i važna destinacija kršćanskih hodočašća, treće nakon Jeruzalema i Rima. Od vrijednih povijesnih spomenika, Santiago ima jedan od najstarijih sveučilišta u Europi i svijetu, Sveučilište Santiago de Compostela, osnovano prije oko 500 godina, i katedralu sv. Jakova.

## Podrijetlo imena grada
Naziv grada Santiago (hrv. "Sveti Jakov"), dobiven je od Sant Jago, što je izvedenica iz lat. Sanctus Iacobus i Compostela. Drugo ime "Compostela" se tumači na različite načine: navodno je na grobu Svetog Jakova bilo svjetlosno polje (lat. campus stellae) ali danas se smatra da naziv dolazi od toga da su Rimljani svoje mrtve sahranjivali u blizini na gradskom groblju što se tumači s latinskom riječi compostum (groblje) i tella (polje). 

## Povijest
Na čudom otkrivenim mjestom gdje su pokopane kosti apostola Jakova sagrađena je bazilika oko 818. godine, u vrijeme vladavine Alfonsa II., kralja Asturije. Galicijski grob je nakon toga postao simbol otpora španjolskih kršćana protiv islama, te je inspirirao kasniju rekonkvistu. U borbi za Clavijo (844.) pobjedu nad silama Abd ar Rahmana II. pripisuje se svetištu u Santiagu. Osvojio ga je i opustošio 997. godine Al-Mansour, no grad je obnovljen tijekom 11. stoljeća oko apostolovog groba, koji čudesno nije bio oštećen. 
Najstariji spomenici potječu iz tog razdoblja: glavno tijelo katedrale, posvećene 1211. godine, sa svojim divnom romaničkom gradnjom (tlocrt u obliku latinskog križa, kor i deambulatorij sa zrakastim kapelama, prostor u unutrašnjosti povećan je brojnim galerijama) i kiparski oblikovanim prolazima (npr. "Vrata zlatara" ili Puerta de las Platerías na južnom kraku transepta). Izgradnja je trajala tijekom 12. stoljeća do pobjedničkog završenja 1188. godine s podizanjem "Trijema slave" (Portico de la Gloria) na glavnom pročelju.
Uljepšavanje ovog zdanja je bio kontinuirani proces u koji su dodane gotičke kapele na koru i transeptu, renesansna kupola 1448. god. te klaustar u 16. stoljeću i na kraju golemi barokni churrigueresque plašt Obradoiro-a (1738. – 1750.) koji je simboličan početak transformacije cijelog srednjovjekovnog grada, koji je obnovljen u baroknom stilu tijekom 18. stoljeća, ali uz dužno poštovanje za monumentalnu kvalitetu ranijih građevina.

## Znamenitosti
Najslavnije hodočasničko mjesto u zapadnoj Europi je koncem 10. stoljeća postalo simbolom borbe kršćanstva protiv islama. Naime, nakon što su ga muslimani potpuno razorili, u 11. stoljeću je potpuno obnovljeno i to u novim europskim stilovima romanike i gotike. Zahvaljujući tim građevinama, Stari grad Santiaga de Compostele je postao jedan od najljepših gradskih područja na svijetu. Najstariji spomenici se nalaze oko grobnice sv. Jakova i njegove katedrale u kojoj se nalazi i izvanredni Pórtico de la Gloria ("Trijem slave"). Zbog toga je Stari grad Santiaga de Compostele upisan na UNESCO-ov popis mjesta svjetske baštine u Europi 1985. god.
Hodočašće dvojice hrvatskih hodočasnika u Santiago da Compostelu zabilježeno je u dokumentarcu Zapisi s hodočašća na kraj svijeta. Camino de Santiago.
Ispred kompleksa Katedrale sv. Jakova, uređen je i gradski "Španjolski trg" (šp. Plaza de España, gal. Praza do Obradoiro), jedan od najljepših svjetskih urbanih područja, gdje se miješaju romaničke i gotičke odlike u palači Diego Gelmírez i Kolegiju sv. Jeronima (Colexio de San Xerónimo), te barokne fasade "Kraljevske bolnice" (Hospital Reál) s umetkom pleterskog portala Enriquea de Egasa (1505. – 1511.) i neoklasičnim izgledom palače Rajoy.
Na drugim kompleksima u gradu ovaj spoj je manje snažan, a građanski i vjerski arhitektonski elementi iz srednjeg vijeka i renesanse su integrirani u visokokvalitetno tkivo urbanog grada 17. i 18. stoljeća.
- Katedrala svetog Jakova u Santiago de Composteli
- Kraljevski hospital
- Kolegij sv. Jeronima
- Klaustar kolegija
- Palača Rajoy

## Put svetog Jakova
Mnogi od današnjih sjevernih europskih putova ka Santiagu slijede iste rimske puteve opisane u Kodeksu Calixtinus. Peta knjiga Kodeksa spominje rute počev od Pariza, Vezne, Le Pi i Arlesa, koji svi vode preko Pirineja kao Francuskog puta (šp. Camino Francés). Taj put je najpopularnija hodočasnička ruta za Santiago kojim godišnje prolazi oko 80.000 hodočasnika. Druge popularne rute su Srebrna ruta iz Seville (šp. Via de Plata), ili portugalska ruta (šp. Camino Portugués).
Svake godine, oko 100.000 hodočasnika koji dođu pješke, na biciklu, magarcu ili konju iz oko 100 zemalja traže potvrdu koja se zove compostela, a koja se dodjeljuje na osnovu hodočasničke putovnice ispunjene pečatima gradova kroz koje su prošli na putu do Santiaga de Compostele. Putovnica je dokaz da su prošlli putem koji je udruženje hodočasnika sv. Jakova priznalo kao jedini službeni put. Ovaj broj je zbilja veći, jer ima mnogo hodočasnika koji ne traže svoju compostelu, jer se ona daje samo onima koji je traže iz vjerskih pobuda.

## Stanovništvo
Santiago de Compostela je po zadnjem popisu iz 2008. godine imao 94.339 stanovnika
| Santiago de Compostela: kretanje broja stanovnika između 1900 i 2005 |        |        |        |        |        |
| 1900                                                                 | 1930   | 1950   | 1981   | 2004   | 2005   |
| 24.120                                                               | 38.270 | 55.555 | 82.404 | 92.298 | 92.919 |

## Gradovi prijatelji
| - São Paulo, Brazil - Santiago do Cacém, Portugal (1980-ih) - Buenos Aires, Argentina (1980-ih) - Coimbra, Portugal (1994.) - Mašhad, Iran (2000ih) - Kom, Iran (2000-ih) | - Santiago de los Caballeros, Dominikanska Republika (2004.) - Santiago de Querétaro, Meksiko (2005.) - Santiago de Cuba, Kuba - Assisi, Italija (2008.) - Pisa, Italija (2010.) |